# Лапландский мост
Лапландский мост (норв. Samelandsbrua, фин. Saamen silta, северносаам. Sámi šaldi) — автодорожный металлический вантовый мост через реку Танаэльв, проходящий по финско-норвежской границе и соединяющий коммуны Тана в фюльке Финнмарк (Норвегия) и Утсйоки (Финляндия). По мосту проходит европейский автомобильный маршрут E75. 
Лапландский мост был открыт в 1993 году. В связи с тем, что мост расположен на границе между двумя государствами, его поддержкой занимаются сразу два дорожных ведомства: Норвежская государственная дорожная администрация (NRPA, англ. Norwegian Public Roads Administration) и транспортное агентство Финляндии (RHK, англ. Finnish Transport Agency).